# Calathea cylindrica
Calathea cylindrica  es una especie fanerógama de la familia Marantaceae, nativa de  Brasil.   

## Taxonomía
Calathea cylindrica fue descrita por (Roscoe) K.Schum. y publicado en Das Pflanzenreich IV. 48(Heft 11): 83. 1902
Sinonimia
- Calathea grandifolia Lindl.
- Maranta clavata Vell.
- Maranta cylindrica (Roscoe) A.Dietr.
- Maranta grandifolia (Lindl.) A.Dietr.
- Phrynium clavatum (Vell.) K.Koch
- Phrynium cylindricum Roscoe
- Phrynium grandifolium (Lindl.) Sweet
- Phrynium longifolium K.Koch
- Phyllodes cylindrica (Roscoe) Kuntze[2][3]